# Hannover Scorpions
Hannover Scorpions är en ishockeyklubb från Hannover i Tyskland. Klubben grundades 1975 under namnet ESC Wedemark men bytte namn 1996. De spelade sina matcher fram till 2013 i TUI Arena som ligger i Expo 2000-området och flyttade därifrån till ishallen i Langenhagen. Laget spelar i Deutsche Eishockey Liga.  
Svenskar som spelat i klubben är bland annat Rikard Franzén, Edvin Frylén, Fredrik Öberg och Torbjörn Johansson.

### Fotnoter
1. ↑  ”Nu väntar obesegrade Hannover Scorpions” (på svenska). Modo HK. 28 augusti 2009. https://www.modohockey.se/artikel/5x6kainsn-4ij6i1/nu-vantar-obesegrade-hannover-scorpions. Läst 1 februari 2020.